# L’Espoire-Klasse
Die L’Espoire-Klasse war eine U-Boot-Schiffsklasse der Französischen Marine. In der damaligen französischen Typklassifikation handelte es sich um Boote der Klasse 1. Zwischen 1929 und 1937 wurden auf fünf Werften sechs Boote gebaut. Die Boote der L’Espoire-Klasse wurden im Zweiten Weltkrieg sowohl von der vichyfranzösischen als auch der freifranzösischen Marine eingesetzt.

## Konstruktive Merkmale
Siehe auch: Konstruktive Merkmale des 1500 Tonnen Typs
Die L’Espoire-Klasse war die zweite Baugruppe des 1500-Tonnen-Typs. Der Hauptunterschied zwischen den drei Baugruppen dieser 1922 entworfenen Konstruktion bestand in der Größe und Leistung des Dieselantriebes. Die Boote der L’Espoire-Klasse besaßen zwei Dieselmotoren mit einer Gesamtleistung von 7.200 PS (5.369 KW) und erreichten eine Überwassergeschwindigkeit von 19 kn (35 km/h).

## Einsatzgeschichte
Siehe auch: Einsatzgeschichte des 1500 Tonnen Typs
Die sechs Boote standen nach der Kapitulation Frankreichs am 22. Juni 1940 unter der Kontrolle des Vichy-Regimes und hatten bis zum Frühjahr 1942 keine Verluste zu verzeichnen. Im Mai 1942 griffen die Briten im Rahmen der Operation Ironclad die französische Kolonie Madagaskar an und besetzten sie. Während des Angriffes wurde Le Héros von britischen Trägerflugzeugen versenkt.
Im November desselben Jahres führten US-amerikanische, britische und freifranzösische Truppen mit der Operation Torch eine großangelegte Landung in Französisch-Nordafrika durch. Amerikanische Flugboote versenkten während der Kampfhandlungen Le Conquérant. Zwei weitere Boote, die L’Espoire und die Le Tonnant, versenkten sich infolge des deutschen Einmarsches in Südfrankreich selbst, um einen Zugriff durch die Achse zu verhindern.
Lediglich die beiden Boote Le Centaure und Le Glorieux überstanden die Kämpfe und wurden nach dem alliierten Sieg in Nordafrika von der freifranzösischen Marine übernommen. Die Boote wurden 1952 aus dem Flottenregister gestrichen.

## Einheiten
| Kennung | Name          | Bauwerft                                                 | Kiellegung       | Stapellauf        | Indienststellung   | Verbleib |
| ------- | ------------- | -------------------------------------------------------- | ---------------- | ----------------- | ------------------ | --- |
| Q 167   | L’Espoire     | Arsenal de Cherbourg, Cherbourg                          | 1. August 1929   | 18. Juli 1931     | 1. Februar 1934    | am 27. November 1942 in Toulon selbstversenkt |
| Q 168   | Le Glorieux   | Ateliers & Chantiers de Penhoët, Saint-Nazaire           | 10. Februar 1930 | 29. November 1931 | 1. Juni 1934       | am 27. November 1942 aus Toulon nach Oran (Algerien) geflüchtet und Anschluss an die Alliierten, am 27. Oktober 1952 gestrichen.                              |
| Q 169   | Le Centaure   | Arsenal de Brest, Brest                                  | 11. August 1930  | 14. Oktober 1932  | 1. Januar 1935     | 1942 nach der Operation Torch an die Alliierten, am 19. Juni 1952 gestrichen                                                                                  |
| Q 170   | Le Héros      | Arsenal de Brest, Brest                                  | 11. August 1930  | 14. Oktober 1932  | 12. September 1934 | am 7. Mai 1942 vor Diego Suarez (Madagaskar) versenkt; auf der Position 12° 3′ 45″ S, 49° 3′ 30″ O durch Flugzeuge des britischen Flugzeugträgers Illustrious |
| Q 171   | Le Conquérant | Ateliers & Chantiers de la Loire, Saint-Nazaire          | 16. August 1930  | 26. Juni 1934     | 7. September 1936  | am 13. November 1942 vor Ad-Dakhla (Westsahara) versenkt; auf der Position 24° 22′ 0″ N, 15° 47′ 0″ W durch zwei US-amerikanische Catalina Flugboote          |
| Q 172   | Le Tonnant    | Forges et Chantiers de la Méditerranée, La Seyne-sur-Mer | 10. Januar 1931  | 15. Dezember 1934 | 1. Juni 1937       | am 15. November 1942 vor Cádiz (Spanien) selbstversenkt |